# NKAIN2
NKAIN2 (англ. Sodium/potassium transporting ATPase interacting 2) – білок, який кодується однойменним геном, розташованим у людей на 6-й хромосомі. Довжина поліпептидного ланцюга білка становить 208 амінокислот, а молекулярна маса — 23 831.
| 10         |  | 20         |  | 30         |  | 40         |  | 50         |
| ---------- |  | ---------- |  | ---------- |  | ---------- |  | ---------- |
| MGYCSGRCTL |  | IFICGMQLVC |  | VLERQIFDFL |  | GYQWAPILAN |  | FVHIIIVILG |
| LFGTIQYRPR |  | YITGYAVWLV |  | LWVTWNVFVI |  | CFYLEAGDLS |  | KETDLILTFN |
| ISMHRSWWME |  | NGPGCTVTSV |  | TPAPDWAPED |  | HRYITVSGCL |  | LEYQYIEVAH |
| SSLQIVLALA |  | GFIYACYVVK |  | CITEEEDSFD |  | FIGGFDSYGY |  | QGPQKTSHLQ |
| LQPMYMSK   |  |            |  |            |  |            |  |            |

A: Аланін

C: Цистеїн

D: Аспарагінова кислота

E: Глутамінова кислота

F: Фенілаланін

G: Гліцин

H: Гістидин

I: Ізолейцин

K: Лізин

L: Лейцин

M: Метіонін

N: Аспарагін

P: Пролін

Q: Глутамін

R: Аргінін

S: Серин

T: Треонін

V: Валін

W: Триптофан

Задіяний у такому біологічному процесі, як альтернативний сплайсинг. 
Локалізований у клітинній мембрані, мембрані.